# (23105) 1999 XN184
1999 أكس أن 184 (ويعرف أيضًا باسم (23105) 1999 أكس أن 184 وفق تسمية الكوكب الصغير) (بالإنجليزية: 1999 XN184)‏ هو كويكب ضمن حزام الكويكبات؛ وترتيبه 23105 من حيث الاكتشاف.
اكتُشف هذا الجُرم الفلكي بواسطة بحث لنكولن عن الكويكبات القريبة من الأرض في 12 ديسمبر 1999.

## وصلات خارجية
- (23105) 1999 XN184 في قاعدة بيانات مختبر الدفع النفاث لأجرام النظام الشمسي الصغيرة

- الاكتشاف · مخطط المدار ·  العناصر المدارية · المعلمات المادية

- (23105) 1999 XN184 على موقع ويكي سكاي: DSS2, SDSS, GALEX, IRAS, Hydrogen α, X-Ray, Astrophoto, Sky Map, Articles and images